# Эмери II (виконт Нарбонна)

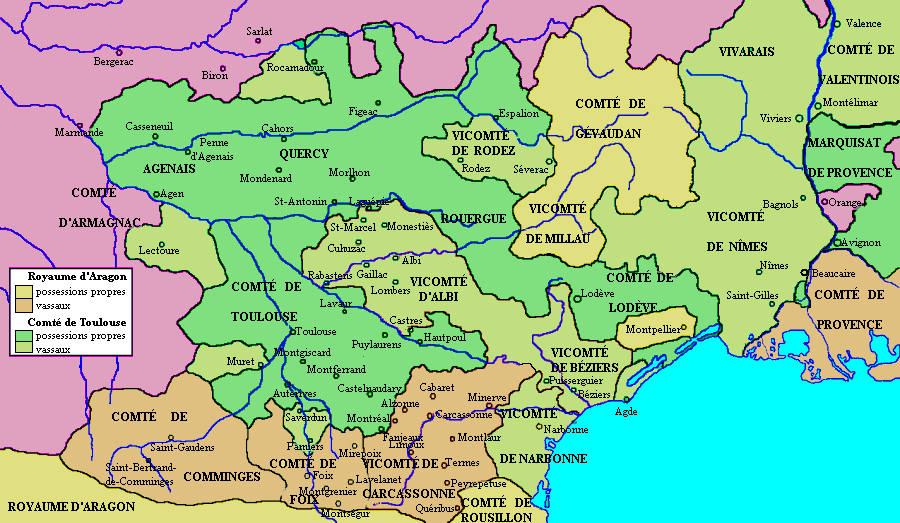
Виконтство Нарбонна на карте Окситании

Эмери II (исп. Aymeri II de Narbonn; погиб 17 июля 1134 в битве при Фраге) — виконт Нарбонны с 1105 года.

## Биография

### Правление
Старший из четырёх сыновей Эмери I Нарбоннского и Маго Апулийской. Наследовал отцу в 1105 году после его смерти в Святой Земле.
Между апрелем 1111 и июнем 1112 года брат Эмери II по матери граф Барселоны Раймон Беренгер III передал ему в лён Фенуйлед и Пейрепертюзе — за военную помощь в войне с Бернаром Атоном IV.
В 1114 году Эмери II участвовал в организованном графом Барселоны и республикой Пиза морском нападении на Балеарские острова, в то время находившиеся во владении арабов. Он выставил 20 боевых судов.
Эмери II участвовал в войне Раймона Беренгера III с графом Тулузы Альфонсом Журденом за раздел Прованса. По условиям договора от 16 сентября 1125 года виконт Нарбонна получал в качестве тулузского лёна Бокер и Аржанс и уже в качестве своего лёна передавал их Бернару д’Андюз.
В 1134 году Эмери II участвовал в Реконкисте в качестве союзника арагонского короля Альфонса Воителя и погиб в битве при Фраге (17 июля).
Похоронен в аббатстве Лаграс, настоятелем которого в то время был его брат Беренгер.

### Семья
Первая жена Эмери II, Эрменгарда де Сервиан, впервые упоминается в хартии от 26 мая 1114 года, и последний раз — 15 марта 1126 года. Возможно, что они развелись. Дети:
- Эмери (ум. ок. 1132);
- Сын, умер при жизни отца;
- Эрменгарда, виконтесса Нарбонна.

В 1130 году у виконта Нарбонна была уже другая жена — Эрмессинда. От неё — дочь того же имени (ум. в 1177), её мужем был Манрике де Лара, сеньора де Молина.